# الدوري الفنلندي الممتاز 2007
الدوري الفنلندي الممتاز 2007 (بالفنلندية: Veikkausliigan kausi 2007) هو موسم من الدوري الفنلندي الممتاز. فاز فيه تامبيري يونايتد.